# Gracilinanus agilis
Gracilinanus agilis (Portugees: Cuíca-graciosa) is een zoogdier uit de familie van de Didelphidae. De wetenschappelijke naam van de soort werd voor het eerst geldig gepubliceerd door Burmeister in 1854.

Afbeeldingen van Gracilinanus agilis
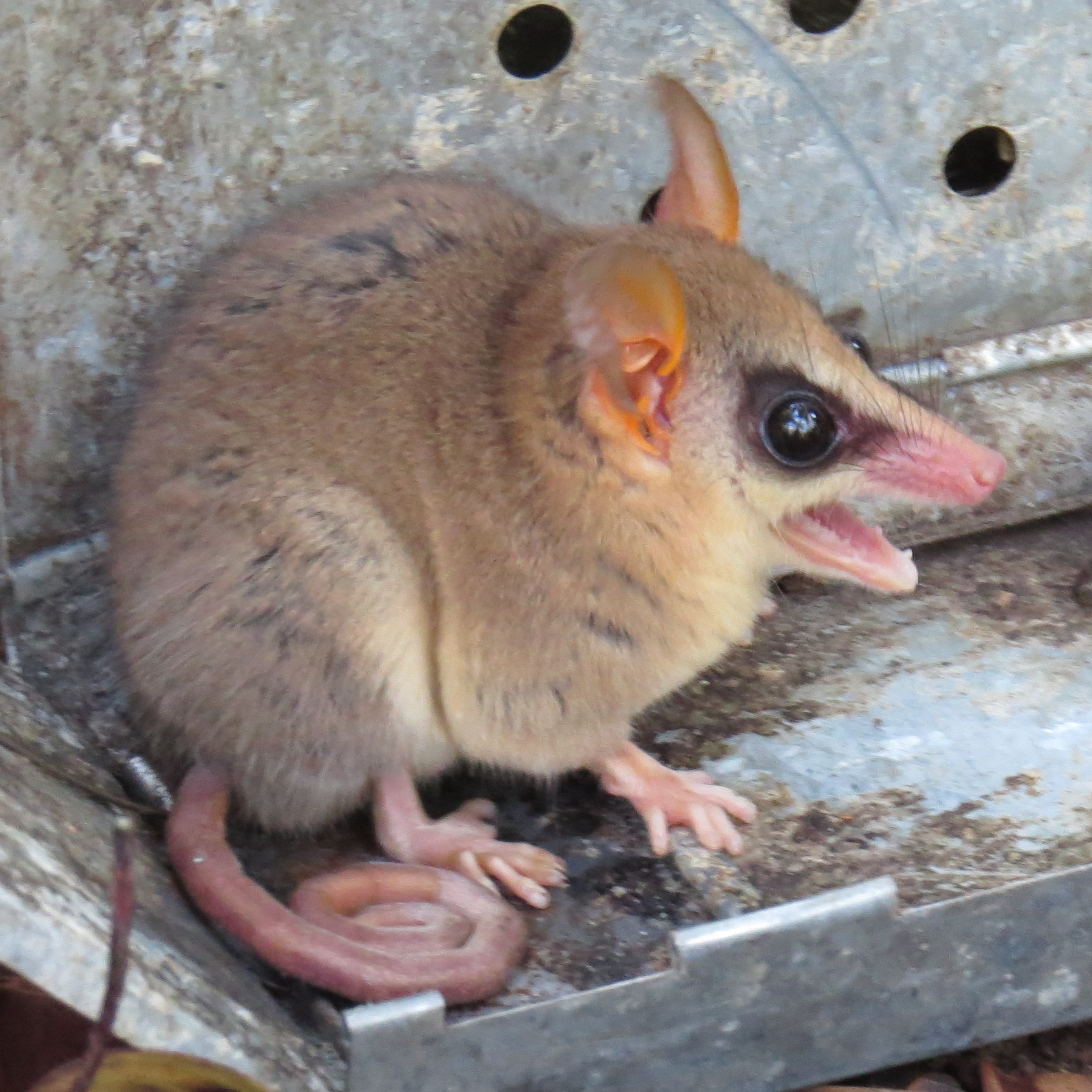
Gevangen Gracilinanus agilis in Mato Grosso do Sul
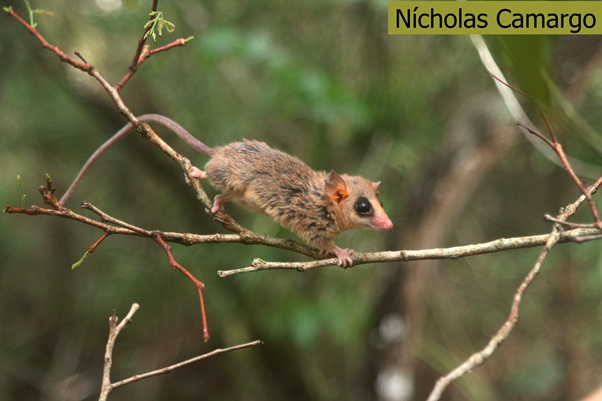
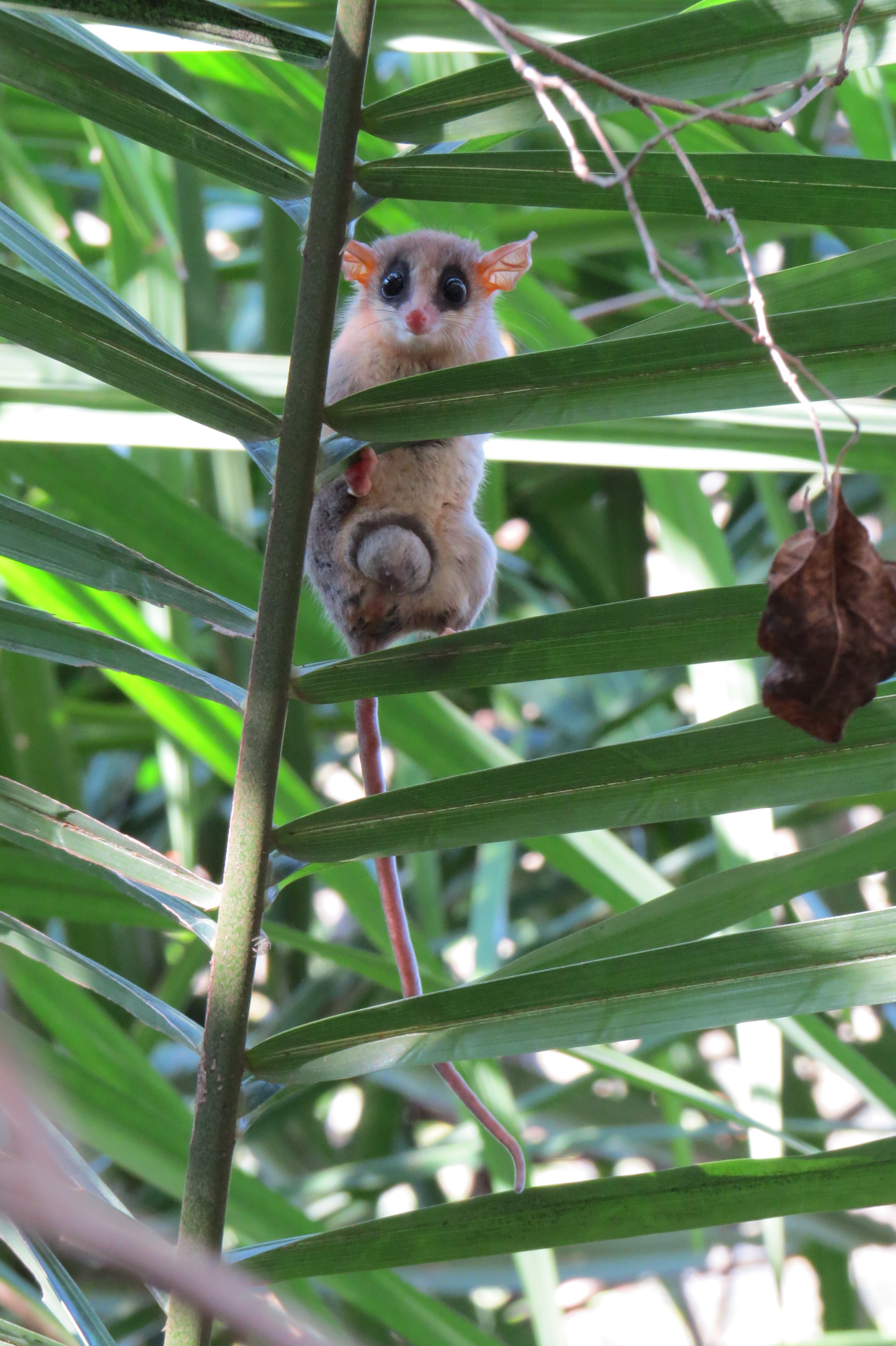
Gracilinanus agilis in Mato Grosso do Sul